# Helictotrichon agropyroides
Helictotrichon agropyroides är en gräsart som först beskrevs av Pierre Edmond Boissier, och fick sitt nu gällande namn av Johannes Jan Theodoor Henrard. Helictotrichon agropyroides ingår i släktet Helictotrichon och familjen gräs. Inga underarter finns listade i Catalogue of Life.